# Brahmsrösi
Brahmsrösi ist die volkstümliche Bezeichnung für eine populäre Bronzeplastik von Hermann Hubacher am Thuner Brahmsquai.

## Das Werk
Die 1933 von Hermann Hubacher mit dem Titel Die Lauschende resp. Lauschendes Mädchen geschaffene naturalistische Bronzefigur steht auf einem ungefähr 50 cm hohen Betonsockel in einem Blumenbeet und hält die rechte Hand in abwehrender Haltung vor den Oberkörper, während die Linke an den Hinterkopf gelegt ist. Bei der Thuner Bevölkerung ist für die Plastik allerdings die Bezeichnung Brahmsrösi gebräuchlich. Als solche fand sie auch Eingang in die Kriminalliteratur.
Die Figur erinnert an die drei Sommeraufenthalte des Komponisten Johannes Brahms am Thunersee von 1886 bis 1888. Hier komponierte er 1886 u. a. die Violinsonate Nr. 2 A-Dur Op. 100, die auch unter der Bezeichnung Thuner Sonate bekannt ist. Er schrieb die Sonate, nachdem er die Nachricht erhielt, die Sängerin Hermine Spies werde ihn gemeinsam mit Freunden in Thun besuchen, „in Erwartung einer lieben Freundin“.
Der Ort, wo das Haus stand, in dem Brahms jeweils logierte, trägt den Namen Brahmsquai.